# براون اسپارو
براون اسپارو (انگلیسی: Brian Sparrow؛ زادهٔ ۲۴ ژوئن ۱۹۶۲ - درگذشته ۶ دسامبر ۲۰۱۹) بازیکن فوتبال اهل انگلستان بود.

## باشگاهی
از باشگاه‌هایی که در آن بازی کرده‌است می‌توان به باشگاه فوتبال آرسنال، باشگاه فوتبال ویمبلدون، باشگاه فوتبال کریستال پالاس، باشگاه فوتبال میلوال، باشگاه فوتبال گیلینگام، و باشگاه فوتبال انفیلد ۱۸۹۳ اشاره کرد.